# Горна Гращица
Горна Гращѝца е село в Западна България. То се намира в община Кюстендил, област Кюстендил.

## География
Селото е разположено в Кюстендилската котловина, на 12 км източно от град Кюстендил, на шосето Кюстендил — Бобов дол, между селата Коняво и Таваличево, в подножието на Конявската планина.
Махали: Томанова, Горна, Долна, Станчова и Прогоно.
Климатът е умерен, преходно-континентален.
През годините селото принадлежи към следните административно-териториални единици: Община Горна Гращица (1949-1958), община Коняво (1958-1959), община Горна Гращица (1959-1978) и Община Кюстендил (от 1978 г.). 

## Население
| \| Година на преброяване \| Численост \| \| --------------------- \| --------- \| \| 1880 \| 526 \| \| 1900 \| 719 \| \| 1920 \| 955 \| \| 1926 \| 1041 \| \| 1934 \| 1063 \| \| 1946 \| 1055 \| \| 1956 \| 1032 \| \| 1965 \| 948 \| \| 1975 \| 902 \| \| 1984 \| 679 \| \| 2008 \| 395 \| |           |
| Година на преброяване | Численост |
| 1880 | 526       |
| 1900 | 719       |
| 1920 | 955       |
| 1926 | 1041      |
| 1934 | 1063      |
| 1946 | 1055      |
| 1956 | 1032      |
| 1965 | 948       |
| 1975 | 902       |
| 1984 | 679       |
| 2008 | 395       |

## История
Село Горна Гращица е старо средновековно селище. В списъка на джелепкешаните от 1576-77 г. е записано селище Горна Гращиче.
През 1866 г. селото има 45 домакинства и 312 жители.
След Освобождението населението се увеличава с преселници от Краище и Босилеградско.
В края на ХІХ век селото има 10393 декара землище, от които 664 дка ниви, 1582 дка пасища, 600 дка гори, 540 дка естествени ливади, 419 дка овощни и зеленчукови градини и 603 дка лозя и се отглеждат 1351 овце, 333 говеда и 55 коня. Основен поминък на селяните са земеделието и животновъдството. От началото на ХХ век започва да се развива овощарството чрез създаване на нови овощни градини. Развити са домашните занаяти: шивачество, зидарство и коларо-железарство. В селото има 14 воденици.
През 1872 г. е построено училище, през 1889 г. – църквата „Свети Димитър“. Основано е читалище „Светило“ (1919) и земеделско спестовно-заемно дружество „Лоза“.
При избухването на Балканската война един човек от Горна Гращица е доброволец в Македоно-одринското опълчение.
През 1948 г. е учредено ТКЗС „Щастие“, което от 1982 г. е в състава на АПК – с. Коняво.
Селото е електрифицирано (1947) и водоснабдено (1947). Изградени са 2 микроязовира. Построени са сгради за селския кооператив и магазин с фурна. През 1957 г. е открита нова училищна сграда, пощенска станция, здравен дом, детска градина. Главните улици са асфалтирани.

## Религии
Село Горна Гращица принадлежи в църковно-административно отношение към Софийска епархия, архиерейско наместничество Кюстендил. Населението изповядва източното православие.

## Обществени институции
- Кметство Горна Гращица.
- Читалище „Светило“ – действащо читалище, регистрирано под номер 76 в Министерство на Културата на Република България. Дейности: група за автентичен фолклор – състои се от 14 жени, танцов състав; библиотека – над 11000 тома.

## Исторически, културни и природни забележителности
- Църква „Свети Димитър“. Построена е през 1886 г. от майстор Стоимен Стоянов — Шопа от село Ресен, сега в Сърбия и две махали в България, сега обезлюдени. Представлява еднокуполна, едноапсидна трикорабна псевдобазилика. В двора на църквата е изградена от същия майстор и камбанария. Иконостасът е с дъсчена направа без резба, изпълнен с растителни орнаменти.
- Архитектурен паметник-възпоменателна чешма с две възпоменателни плочи на загиналите във войните през 1912–1913 г., 1915–1918 г. и 1944–1945 г.
- В центъра на селото се намират две чешми стара „турска“ и „селска“ построена през 80-те години на ХХ век.
- В близост до Горна Гращица има четири микроязовира, предлагащи добри условия за спортен риболов.
- Над селото в Конявската планина се намира едно от най-добрите места за делтапланеризъм, поради топлите въздушни течения. Провеждат се национални и международни състезания.

## Личности
- Константин Димитриев (неизв.), опълченец родом от с. Горна Гращица.
- Георги Илиев Язаров (р.13.12.1925 г.), историк, полковник, ст.н.с., кандидат на историческите науки, родом от с. Горна Гращица.
- Крум Узунов (1933-1988), бивш кмет на Кюстендил